# Guðrún Eva Mínervudóttir
Guðrún Eva Mínervudóttir (Reykjavík, 17 marzo 1976) è una scrittrice islandese.

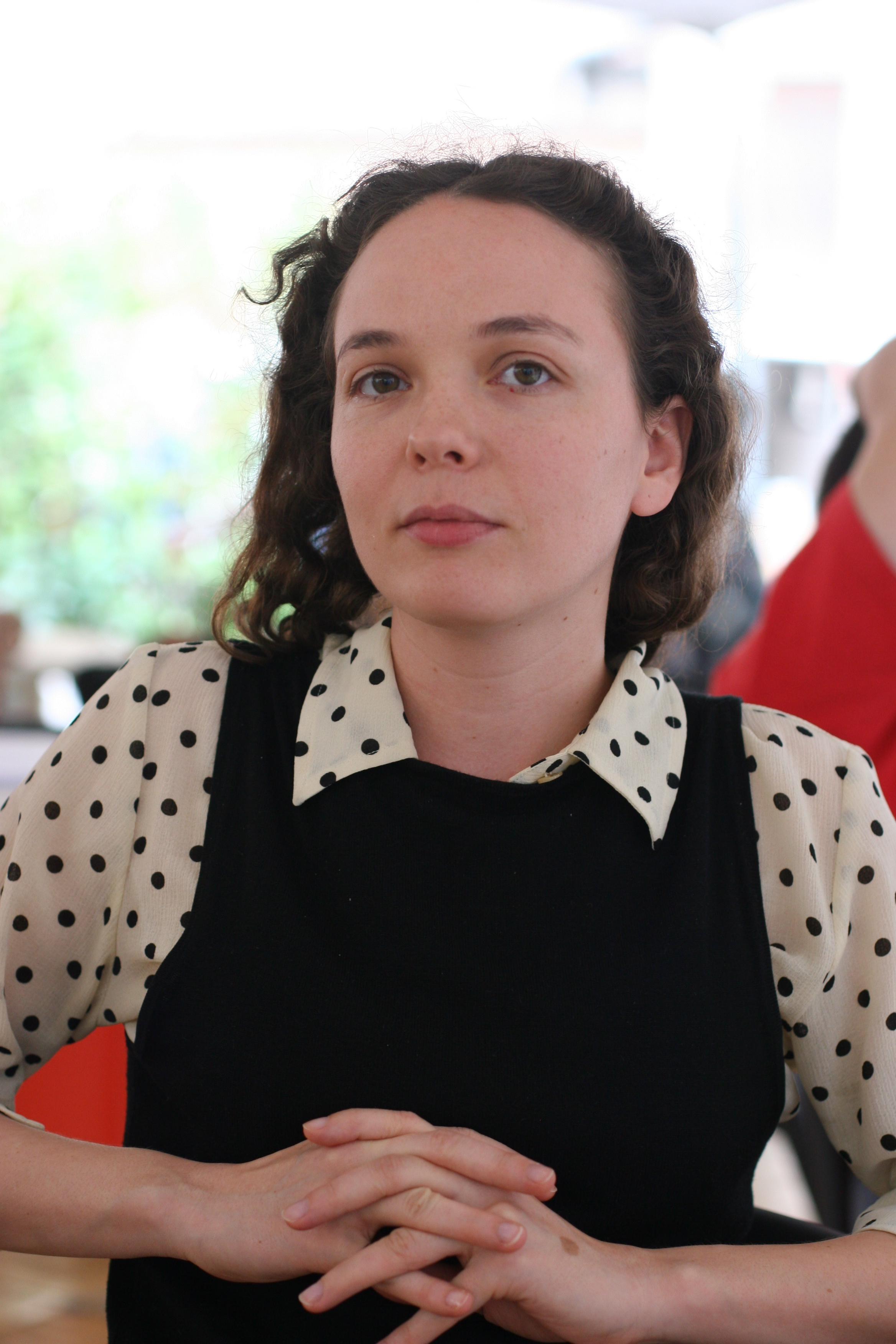

Si laurea in filosofia all'Università d'Islanda, svolgendo contemporaneamente il lavoro di barista.
Nel 1998 esce la sua prima raccolta di racconti, Á meðan hann horfir á þig ertu María mey, riscuotendo l'attenzione della critica. 
Nel 2000 è candidata al Premio Letterario Islandese col romanzo Fyrirlestur um hamingjuna (Il circolo dell'arte del dolore), che vincerà nel 2011 con Allt með kossi vekur (Tutto si risveglia con un bacio).
Nel 2006 è stata premiata dal DV Culture Prize per il racconto Yosoy, mentre nel 2008 pubblica il romanzo Skaparinn.
Vive con la propria famiglia e lavora nella sua terra natale, svolgendo l'attività di traduttrice d'importanti opere straniere.

## Opere
- Guðrún Eva Mínervudóttir, Yosoy. Il circo dell'arte e del dolore [Yosoy], collana Paprika, 15, traduzione di Silvia Cosimini, Villa San Secondo, Scritturapura, 2007  [2005], ISBN 978-88-89022-20-7.
- Guðrún Eva Mínervudóttir, Il creatore [Skaparinn], collana Paprika, 25, traduzione di Silvia Cosimini, Asti, Scritturapura, 2010  [2008], ISBN 978-88-89022-41-2.
- Guðrún Eva Mínervudóttir, Tutto si risveglia con un bacio [Allt með kossi vekur], collana Paprika, 29, traduzione di Silvia Cosimini, disegni di Sunna Sigurdardittir, Asti, Scritturapura Casa Editrice, 2013  [2011], ISBN 978-88-97924-13-5.
- Guðrún Eva Mínervudóttir, Metodi per sopravvivere [Aðferðir til að lifa af], collana Gli Iperborei, 362, traduzione di Silvia Cosimini, Milano, Iperborea, 2023  [2019], ISBN 978-88-7091-662-1.